# LTV XC-142
|            |
|            |
|            |
| LTV XC-142 |

LTV XC-142 var ett experimentellt flygplan som kunde starta vertikalt genom att tilta vingarna i upp till 90 grader, och de fyra propellrarna, som drevs av GE T64 turbopropellmotorer på 3 080 hk vardera. Första flygningen skedde den 29 september 1964. Den hade kapacitet för 32 soldater eller kunde ta en last på upp till 3 629 kg. Maxhastigheten för flygplanet var 692 km/tim (september 1964).
Bell avslutade försöken då man kommit fram till att den bästa lösningen ändå var att, som tidigare gjorts på XV-3, bara vrida själva motorerna och inte hela vingen.